# 인포먼트 (2009년 영화)
《인포먼트》(영어: The Informant!)는 2009년 공개된 미국의 전기 블랙 코미디 영화이다. 스티븐 소더버그 연출, 스콧 Z. 번스 각본 작품으로, 1990년대 실제 사건인 라이신 가격 협정 사건과 2000년에 발간된 커트 아이컨월드의 논픽션 "The Informant"에 바탕했다.
맷 데이먼은 이 영화를 통해 2009년 제14회 새턴상과 2010년 제67회 골든 글로브상에서 뮤지컬·코미디 영화 부문 남우주연상 후보에 올랐다.

## 줄거리
1992년 식품 가공 회사 아처 대니얼스 미들랜드(ADM)의 일리노이주 디케이터 사무소에 근무하는 마크 휘터커는 연방수사국(FBI) 요원 브라이언에게 본인을 포함해 ADM 간부들이 경쟁사와 정기 모임을 가지며 라이신 가격 협정을 해왔다고 고발한다. 마크는 FBI가 공모죄로 ADM을 수색할 수 있도록 은밀히 정보를 수집하는데...

## 출연
- 맷 데이먼 - 마크 휘터커 역
- 스콧 배큘라 - FBI 특수 요원 브라이언 셰퍼드 역
- 조엘 맥헤일 - FBI 특수 요원 로버트 헌든 역
- 앤 다우드 - FBI 특수 요원 케이트 메드퍼드 역
- 멜러니 린스키 - 진저 휘터커 역
- 앤 큐색 - 로빈 맨 역
- 토머스 F. 윌슨 - 마크 셰브런 역
- 톰 파파 - 믹 앤드리어스 역
- 릭 오버턴 - 테리 윌슨 역
- 앨런 헤이비 - FBI 감독자 딘 페이즐리 역
- 패튼 오즈월트 - 에드 허브스트 역
- 크레이그 리치 셰이낵 - 낙담한 공장 감독 역
- 스콧 애드싯 - 시드 헐스 역
- 에디 제미슨 - 커크 슈밋 역
- 클랜시 브라운 - 오브리 대니얼 역: ADM의 변호사.
- 아든 머린 - 세라 스콧 역
- 토니 헤일 - 제임스 엡스틴 역: 휘터커의 변호사.
- 프랭크 웰커 - 휘터커 씨 역
- 캔디 클라크 - 휘터커 부인 역
- 딕 스모더스 - 해럴드 베이커 판사 역
- 리처드 스티븐 호비츠 - 밥 제이더먼 역
- 폴 F. 톰프킨스 - FBI 요원 앤서니 디앤절로 역